# Звенигородка (станція)
Звенигородка — проміжна залізнична станція Шевченківської дирекції Одеської залізниці на неелектрифікованій лінії Цвіткове — Христинівка між станцією Багачеве (7 км) та роз'їздом Розсохуватка (13 км). Розташована у селищі міського типу Єрки Звенигородського району Черкаської області (за 8 км від самого міста Звенигородки).

## Історія
Станція відкрита 15 (27) червня 1891 року, одночасно з відкриттям руху лінією Христинівка — Шпола, під такою ж назвою.

## Пасажирське сполучення
На станції зупиняються приміські дизель-поїзди сполученням Черкаси — Христинівка / Умань.
З 18 листопада 2022 року на станції зупиняється нічний швидкий поїзд № 65/66 сполученням Харків — Умань (через день).